# 愛媛県道230号柳沢新谷停車場線
愛媛県道230号柳沢新谷停車場線（えひめけんどう230ごう やなぎさわにいやていしゃじょうせん）は、愛媛県大洲市を通る一般県道である。

## 概要
大洲市柳沢から大洲市新谷に至る。
大洲市柳沢地区と市街地を結ぶ重要な路線であり、肱川水系の一級河川である矢落川とほぼ並行している。
矢落川上流付近は、ゲンジボタルの生息地として有名であり、毎年5月下旬から6月中旬にかけてこの路線沿いで柳沢ほたるまつりが行われている。

### 路線データ
- 起点：大洲市柳沢（愛媛県道54号串内子線交点）
- 終点：大洲市新谷（JR四国内子線・予讃線 新谷駅前）

## 路線状況

### 道路施設

#### 橋梁
- 上町橋（大洲市）
- 新谷大橋（矢落川、大洲市）

## 地理

### 通過する自治体
- 愛媛県
  - 大洲市

### 交差する道路
| 交差する道路            | 交差する場所 | 交差する場所   |
| ----------------------- | ------------ | -------------- |
| 愛媛県道54号串内子線    | 柳沢         | 起点           |
| 愛媛県道330号藤縄長浜線 | 藤縄         |                |
| 国道56号                | 新谷         | 新谷大橋交差点 |

### 沿線
- 矢落川
- 帝京第五高等学校
- 愛媛帝京幼稚園
- 大洲市立新谷中学校
- 大洲市立新谷小学校
- 大洲市立新谷保育所
- 新谷郵便局
- JR四国内子線・予讃線 新谷駅